# Holiday City (Ohio)
Holiday City es una villa ubicada en el condado de Williams en el estado estadounidense de Ohio. En el Censo de 2010 tenía una población de 52 habitantes y una densidad poblacional de 7,47 personas por km².

## Geografía
Holiday City se encuentra ubicada en las coordenadas 41°37′17″N 84°32′25″O / 41.62139, -84.54028. Según la Oficina del Censo de los Estados Unidos, Holiday City tiene una superficie total de 6.96 km², de la cual 6.9 km² corresponden a tierra firme y (0.78%) 0.05 km² es agua.

## Demografía
Según el censo de 2010, había 52 personas residiendo en Holiday City. La densidad de población era de 7,47 hab./km². De los 52 habitantes, Holiday City estaba compuesto por el 100% blancos, el 0% eran afroamericanos, el 0% eran amerindios, el 0% eran asiáticos, el 0% eran isleños del Pacífico, el 0% eran de otras razas y el 0% pertenecían a dos o más razas. Del total de la población el 0% eran hispanos o latinos de cualquier raza.